# Benthimermithidae
Benthimermithidae (лат.) — семейство круглых червей из класса Chromadorea, выделяемое в монотипный отряд Benthimermithida. Насчитывают 33 вида, объединяемых в 3 рода. Взрослые особи обитают в грунте и не питаются, личинки паразитируют в полости тела и внутренних органах беспозвоночных: голотурий, полихет, ракообразных, приапулид, других нематод. Встречаются в водах Атлантического, Индийского, Северного Ледовитого и Тихого океанов на глубинах до 5,9 км.

## Строение
Свободноживущие взрослые стадии этих нематод имеют длину от менее 1 мм до более 17 см (обычно несколько мм), личинки ведут паразитический образ жизни. Пищеварительная система червей сильно видоизменена: редуцированы рот и фаринкс, а кишечник превращён в трофосому, где запасаются питательные вещества для жизни на взрослой стадии. Личинки обладают рудиментарными хвостовыми железами и ренеттой, а также вооружены небольшим ротовым копьём, в которое открывается проток дорсальной железы фаринкса. Питание личинок осуществляется через покровы тела.

## Филогения
До выделения в 1995 году в самостоятельный отряд, представителей семейства на основании конвергентных признаков сближали с другими группами паразитических нематод — пресноводными и почвенными Mermithida и морскими Marimermithida (Enoplea). В 1997 году было высказано предположение о происхождении Benthimermithidae от представителей подсемейства Camacolaiminae (Leptolaimida: Leptolaimidae), в составе которых кроме свободноживущих форм присутствуют паразиты фораминифер и полихет.